# 鹅掌楸
鹅掌楸（学名：Liriodendron chinense），为木兰科鹅掌楸属的一种。树形似楸树，又名马褂木，为中国的珍稀树种。

## 形态
落叶乔木，树干径直、高耸，高达40米，胸径1米以上。深色树皮纵裂。灰色、灰褐色小枝，有环状托叶痕，枝叶无毛。单叶互生，叶形似鹅掌，长4～18厘米。淡黄绿色花，硕大，花被片9枚，外轮3片萼状，绿色，内二轮花瓣状黄绿色，基部有黄色条纹。纺锤形聚合果，长7～9厘米。

## 分布
产于中国淮河以南、南岭以北、横断山脉以东。东海以西的亚热带、海拔900～1700米以下的山地、湿润的溪谷也有零散分布。位于陕西省汉中市勉县的武侯墓，内有此树。

## 参见

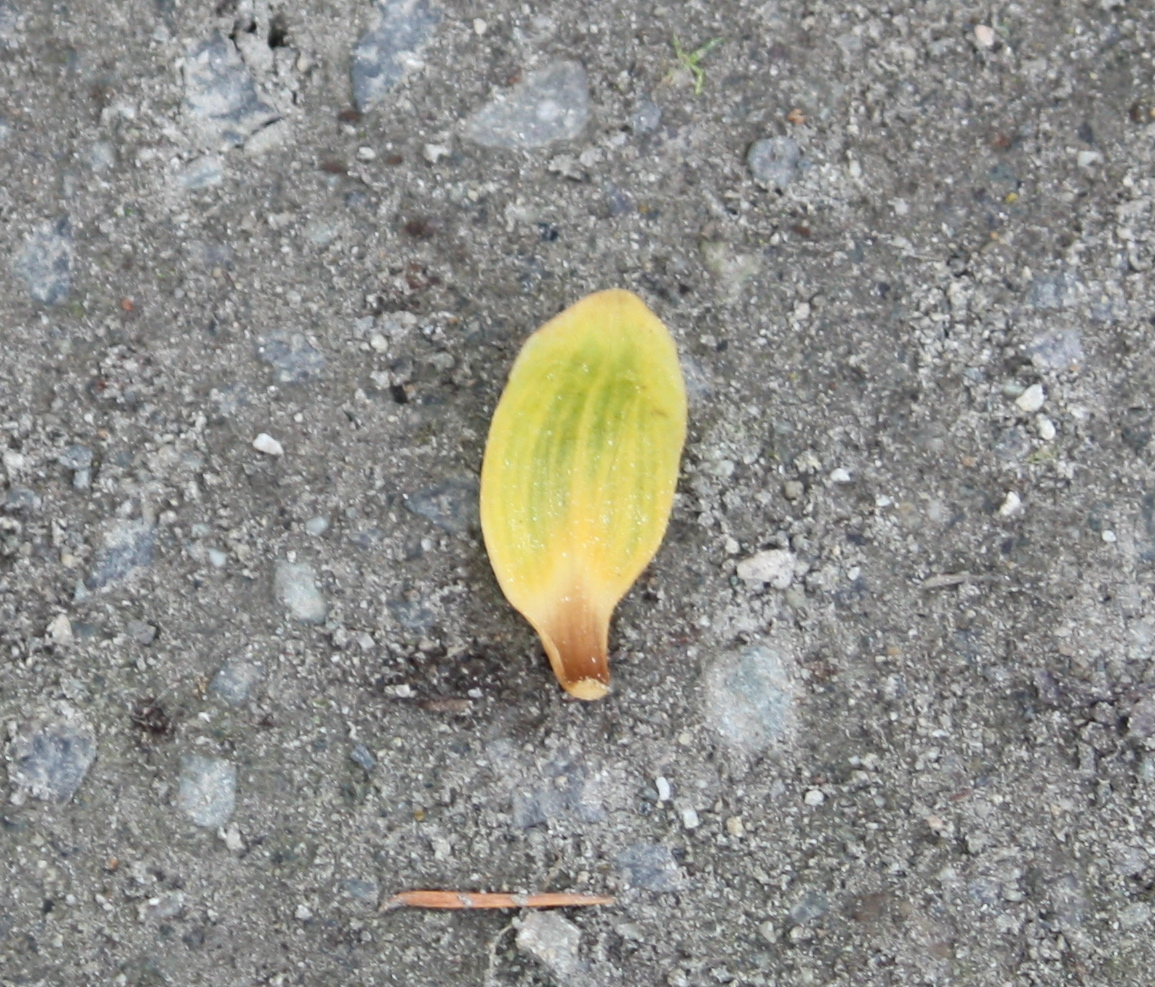
鹅掌楸花瓣，摄於维多利亚大学Finnerty Gardens

## 外部連結
- 鵝掌楸 Ezhangqiu 藥用植物圖像數據庫 (香港浸會大學中醫藥學院) （繁體中文）（英文）
- 马褂木（页面存档备份，存于）